# Quinto Júnio Bleso
Quinto Júnio Bleso (em latim: Quintus Junius Blaesus; m. 31) foi um senador romano nomeado cônsul sufecto em 10 com Sérvio Cornélio Lêntulo Maluginense. É conhecido principalmente por ter sido tio do poderoso prefeito da Guarda Pretoriana do imperador Tibério, Lúcio Élio Sejano.

## Carreira
Nada se sabe sobre a vida de Bleso antes do consulado ou sobre os eventos de seu consulado. A exceção é um lingote de chumbo gravado com seu nome e cargo de procônsul da Sicília, provavelmente do reinado do imperador Augusto.
Depois do consulado, Bleso aparece comandando exércitos na Panônia durante um motim ocorrido em 14 depois da morte de Augusto. Segundo Tácito, depois de servir durante a Grande Revolta da Ilíria, seus soldados estavam descontentes por terem recebido como pagamento terras pantanosas e montanhosas na Panônia e queriam ser restituídos. Para acalmar os ânimos, Bleso ofereceu tirar sua própria vida, mas foi ignorado. Segundo o historiador romano Dião Cássio, os soldados prenderam e torturaram os escravos de Bleso e tentaram matá-lo. Porém, ele conseguiu restaurar a ordem depois de convencer os rebeldes a enviarem emissários ao Senado Romano. Em resposta, Tibério enviou Druso, seu filho, acompanhado de Sejano e duas coortes pretorianas para sufocar a revolta.
O posto seguinte de Bleso foi de procônsul da África entre 21 e 23, um cargo que ele aparentemente só conseguiu por influência de Sejano, que era seu sobrinho. Só o fato de os dois serem parentes aparentemente foi suficiente para que Marco Emílio Lépido, o outro candidato ao posto, desistisse da posição. Durante seu mandato, Bleso conseguiu derrotar as forças do general rebelde Tacfarinas, o que lhe valeu a ornamenta triumphalia.
A carreira de Bleso terminou em 31, quando Sejano foi acusado de traição e executado por ordem de Tibério. Por sua ligação com ele, Bleso também foi julgado e condenado à morte como um de seus cúmplices. Contudo, enquanto esperava a execução, Bleso preferiu tirar sua própria vida.

## Casamento e família
A identidade da esposa de Bleso é desconhecida, assim como a data de seu casamento. Porém, sabe-se que o casal teve pelo menos dois filhos: Quinto Júnio Bleso, cônsul sufecto em 26, Lúcio Júnio Bleso, cônsul sufecto dois anos depois. Os dois cometeram suicídio em 36 quando Tibério transferiu a outros os sacerdócios prometidos antes à família.
O último descendente conhecido de Bleso foi um neto, Júnio Bleso, governador da Gália Lugdunense, assassinado em 69 pelo imperador Vitélio.